# هنکسیت
هنکسیت (انگلیسی: Hanksite) یک کانی سولفاتی است که به عنوان یکی از معدود گروه‌های یونی کربنات و سولفات شناخته می‌شود. دارای فرمول شیمیایی Na22K(SO4)9(CO3)2Cl است. 

## رخداد
برای اولین بار در سال ۱۸۸۸ بخ‌طور اتفاقی در دریاچه سرلز، کالیفرنیا، دیده . توصیف شد و به نام زمین‌شناس آمریکایی هنری گاربر هنکس نامگذاری شد. هنکسیت معمولاً به شکل بلور به صورت رسوبات تبخیری یافت می‌شود. بلورهای هنکسایت بزرگ هستند اما ساختار پیچیده‌ای ندارند. اغلب در دریاچه سرلز، دریاچه سودا، دریاچه مونو و دره مرگ کالیفرنیا یافت می‌شود. در نهشته‌های در شهرستان سن برناردینو، کالیفرنیا هنکسیت معمولاً در زیر سطح که در گل و لای یا در هسته‌های مته جاسازی شده یافت می‌شود.
در محل دریاچه سرلز با هالیت، بوراکس، ترونا و آفتیتالیت همراه است. همچنین با استخراج بوراکس در منطقه دریاچه سودا مرتبط است.

## ویژگی‌های فیزیکی
هنکسیت می‌تواند بی‌رنگ، سفید، خاکستری، سبز یا زرد و شفاف یا ترانما باشد. سختی این کانی تقریباً ۳ تا ۳٫۵ است. وزن مخصوص آن تقریباً ۲٫۵ (کمی کمتر از حد متوسط) است. طعم آن شور است و گاهی اوقات در نور فرابنفش به رنگ زرد کم‌رنگ می‌درخشد. رفتار رشد معمولی آن منشورهای شش‌ضلعی یا جدولی با انتهای هرمی هستند. رگه هنکسیت سفید است. این می‌تواند حاوی اجزاء خاک رس باشد که بلور در حین رشد در اطراف آن تشکیل شده‌است.